# Lechria fuscomarginata
Lechria fuscomarginata är en tvåvingeart som beskrevs av Alexander 1956. Lechria fuscomarginata ingår i släktet Lechria och familjen småharkrankar. Inga underarter finns listade i Catalogue of Life.